# 戈氏短帶䲁
戈氏短帶䲁（學名：Plagiotremus goslinei），又稱戈氏橫口䲁，為輻鰭魚綱鳚形目䲁科短帶䲁屬的一種，分布於中太平洋東部夏威夷群島海域，深度4至55公尺，本魚體長形，頭無鬚，口下位，身上有明亮的藍色條紋，背鰭硬棘11-12枚、背鰭軟條23-26枚、臀鰭硬棘3枚、臀鰭軟條20-21枚，體長可達6.4公分，棲息在沿岸礁石淺水域，以管蟲空殼為巢，趁機咬以其他魚類的皮和黏液為食，雌魚產附著性卵，雄魚有護卵行為，幼魚為浮游性，生活習性不明，可做為觀賞魚。